# 휘트니 포트
휘트니 포트(Whitney Port, 1984년 3월 4일 ~ )는 미국의 리얼리티 쇼 연예인, 패션 모델, 패션 디자이너이다. MTV의 리얼리티 쇼 《더 힐스》와 《더 시티》에 출연한 것으로 잘 알려져 있다.